# Bocana noctinex
Bocana noctinex är en fjärilsart som beskrevs av Walker 1864. Bocana noctinex ingår i släktet Bocana och familjen nattflyn. Inga underarter finns listade i Catalogue of Life.